# Karl Theodor von Eheberg
Karl Theodor Eheberg, seit 1905 von Eheberg (bayerischer Personaladel) (* 1. Februar 1855 in München; † 20. August 1941 in Hohenschäftlarn bei München) war ein deutscher Nationalökonom und Professor an der Universität Erlangen.

## Leben
Der Sohn des kgl. Rates und Kabinettsekretärs von Prinz Karl von Bayern, Franz Roman Eheberg, und der Therese, geb. von Stürzer, legte 1873 die Abiturprüfung am Münchner Maximiliansgymnasium ab. Er studierte zunächst Rechtswissenschaft an der Universität München und legte die 1. juristische Staatsprüfung ab. Während seines Studiums wurde er Mitglied des Akademischen Gesangvereins München. Seit 1877 widmete er sich nationalökonomischen, philosophischen und rechtshistorischen Studien an der Kaiser-Wilhelms-Universität Straßburg. Gustav von Schmoller und Georg Friedrich Knapp nahmen auf seine weitere wissenschaftliche Entwicklung entscheidenden Einfluss. 1878 zum Dr. rer. pol. promoviert, habilitierte er sich 1880 an der Universität Würzburg. Er wurde 1882 als a.o. Professor für Volkswirtschaft, Finanzwissenschaft und Statistik an die Universität Erlangen berufen und 1884 zum o. Professor ernannt. 1926 wurde Eheberg emeritiert und ließ sich danach in München nieder.
Eheberg war ein ausgeprägter Vertreter der jüngeren historischen Schule der Nationalökonomie. Er schrieb historische Untersuchungen zur Verfassungs-, Verwaltungs- und Wirtschaftsgeschichte, ferner empirische Gegenwartsuntersuchungen, vornehmlich zu Fragen des Agrar- und Finanzwesens. Im Laufe der Jahre konzentrierte er sich immer mehr auf die Finanzwissenschaft. Mit nachhaltigem Erfolg bemühte Eheberg sich um Klarheit der Begriffe in der Finanzwissenschaft. Er brachte so Ordnung in die Vielfältigkeit der finanzwirtschaftlichen Erscheinungen und wurde zum Lehrer vieler Finanzpraktiker des In- und Auslandes.
1882 heiratete Eheberg die Lehrerstochter Aline Schweppenheuser aus Straßburg. Der Ehe entstammten der Sohn Franz (1883–1956; Staatsarchivdirektor in München) und die Tochter Karoline (* 1894).

## Öffentliche Ämter
Eheberg amtierte von 1893 bis 1918 (1906 für ein Jahr krankheitsbedingt unterbrochen) als Präsident des Landrathes von Mittelfranken.

## Ehrungen
- 1885: Weil er bei der Gründung des Studentengesangvereins Erlangen, heute AMV Fridericiana Erlangen, entscheidend mitgewirkt hatte, ernannte ihn die Verbindung zum „Ehrenphilister“.[3]
- 1905: Verleihung des persönlichen Adelstitels „Ritter von Eheberg“
- 1911: Ehrenbürgerschaft der Stadt Erlangen
- 1913: Dr. iur. honoric causa der Friedrich-Alexander-Universität Erlangen
- Ritter des Verdienstordens der Bayerischen Krone, Inhaber des Verdienstordens vom Hl. Michael II. Klasse, der Prinzregent-Luitpold-Medaille in Silber, des K. Preußischen Kronenordens II. Klasse und des Ehrenkreuzes des Ordens der Württembergischen Krone, Großoffizier des K. Serbischen St.-Sava-Ordens, Kommandeur des Ordens der Krone von Rumänien, Offizier des Ordens der Italienischen Krone[4]

## Schriften (Auswahl)
- Die Münzerhausgenossenschaften, hauptsächlich im 13. Jahrhundert. Ein Beitrag zur Geschichte der Münzverwaltung. Dissertation, Universität Straßburg 1879
- Über das ältere deutsche Münzwesen und die Hausgenossenschaften besonders in volkswirthschaftlicher Beziehung. Mit einigen bisher ungedruckten Urkunden über die Strassburger Hausgenossen. Duncker & Humblot, Leipzig 1879
- Historische und kritische Einleitung zu Lists nationalem System der politischen Ökonomie, 1883.
- Agrarische Zustände in Italien auf Grund der jüngsten Enquête und anderer offizieller Quellen. Duncker & Humblot, Leipzig 1886.
- Verfassungs-, Verwaltungs- u. Wirtschaftsgeschichte der Stadt Straßburg bis 1681, I Urkunden und Akten, 1899.
- Finanzwissenschaft, 1901, 8. Aufl., 1905.
- Das Reichsfinanzwesen, seine Entwicklung, sein heutiger Zustand, seine Ausgestaltung. Dt. Vereinigung, Bonn 1908.
- „Die wirtschaftliche Entwicklung Bayerns unter der Regentschaft 1886 bis 1911“: Fest-Rede zur Feier des 90. Geburtstages Seiner Kgl. Hoheit des Prinzregenten. Jacob, Erlangen 1911
- Die Reichswälder bei Nürnberg bis zum Anfang der Neuzeit. Stürtz, Würzburg 1914.
- Finanzen und Steuern in: Philipp Zorn, Herbert von Berger (Schriftleitung): Deutschland unter Kaiser Wilhelm II. Hrsg. von Siegfried Körte, Friedrich Wilhelm von Loebell u. a. 3 Bände. R. Hobbing, Berlin 1914.
- Kriegsgewinnsteuer: Vermögenszuwachssteuer und Mehreinkommensteuer. Walther Rothschild, Berlin und Leipzig 1921.
- Grundriß der Finanzwissenschaft. Deichert, Leipzig 1925.